# Ezoterikus kereszténység

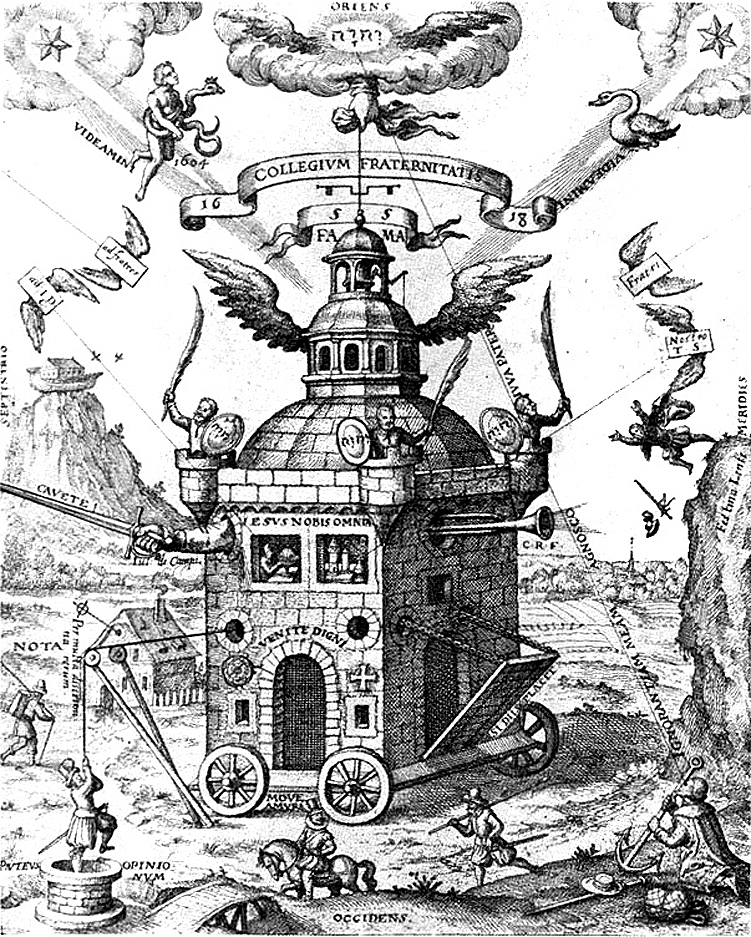
A Rózsakereszt Temploma, Daniel Mögling, 1618.

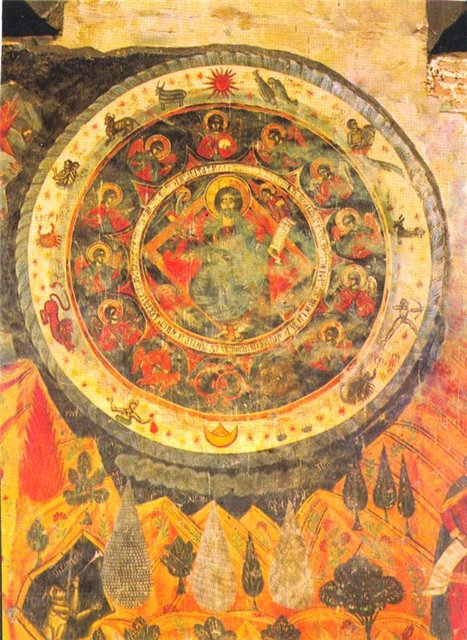
XVII. századi freskó a grúziai Svetitskhoveli katedrálisból, mely Jézust az Állatövvel együtt ábrázolja

Az ezoterikus kereszténység a keresztény teológia olyan irányzata, amelyet bizonyos okkult tanítások jellemeznek, és amely azt képviseli, hogy a kereszténység spirituális tantételeinek egy része csak egy szűk kör számára érthető, akik átestek a vallás bizonyos rítusain. Követői azt vallják, hogy léteznek olyan bizonyos ezoterikus tanok és gyakorlatok, amelyek a megértéshez a kulcsot adják. E szellemi áramlatnak számos közös jellemzője vanː 
- a kereszténység főáramlata által eretneknek tartott keresztény teológiát vall,
- szent szövegekként fogad el - a kanonikus evangéliumok mellett - különféle apokrif iratokat,
- az a meggyőződés, hogy a disciplina arcani, a titkos tudomány, szájhagyomány útján egyenesen a 12 apostoltól származik és Jézus Krisztus ezoterikus tanításait tartalmazza.[3]

Napjaink ezoterikus kereszténysége magába foglal olyan, részben mágikus gyakorlatok technikáit, mint amilyeneket például a kabbala, a teurgia, a goethia, az alkímia, az asztrológia és a hermetizmus tartalmaz.

## Ezoterika
Az "ezoterika" fogalmát a XVII. században alkották meg, mely a görög ἐσωτερικός (esôterikos, "benső") szóból származik.

## Misztika
A "misztika" a görög μυω szóból ered, jelentése "elrejteni", a μυστικός (mystikos) származékszónak pedig "beavatott" a jelentése. A hellenisztikus világban a "misztikus" kifejezés "titkos" vallási szertartásokra utalt. A szóhasználatnak nem volt közvetlen köze transzcendenciához. A "misztikus" egy misztériumvallás beavatottja volt. Teológusok társítják a "misztérium"-hoz azt az értelmezést, miszerint az a természeti erőkön túlmutató igazságok kinyilatkoztatása, így szűkebb értelemben a misztérium a teremtett értelmet meghaladó igazság.

## Ókori eredet

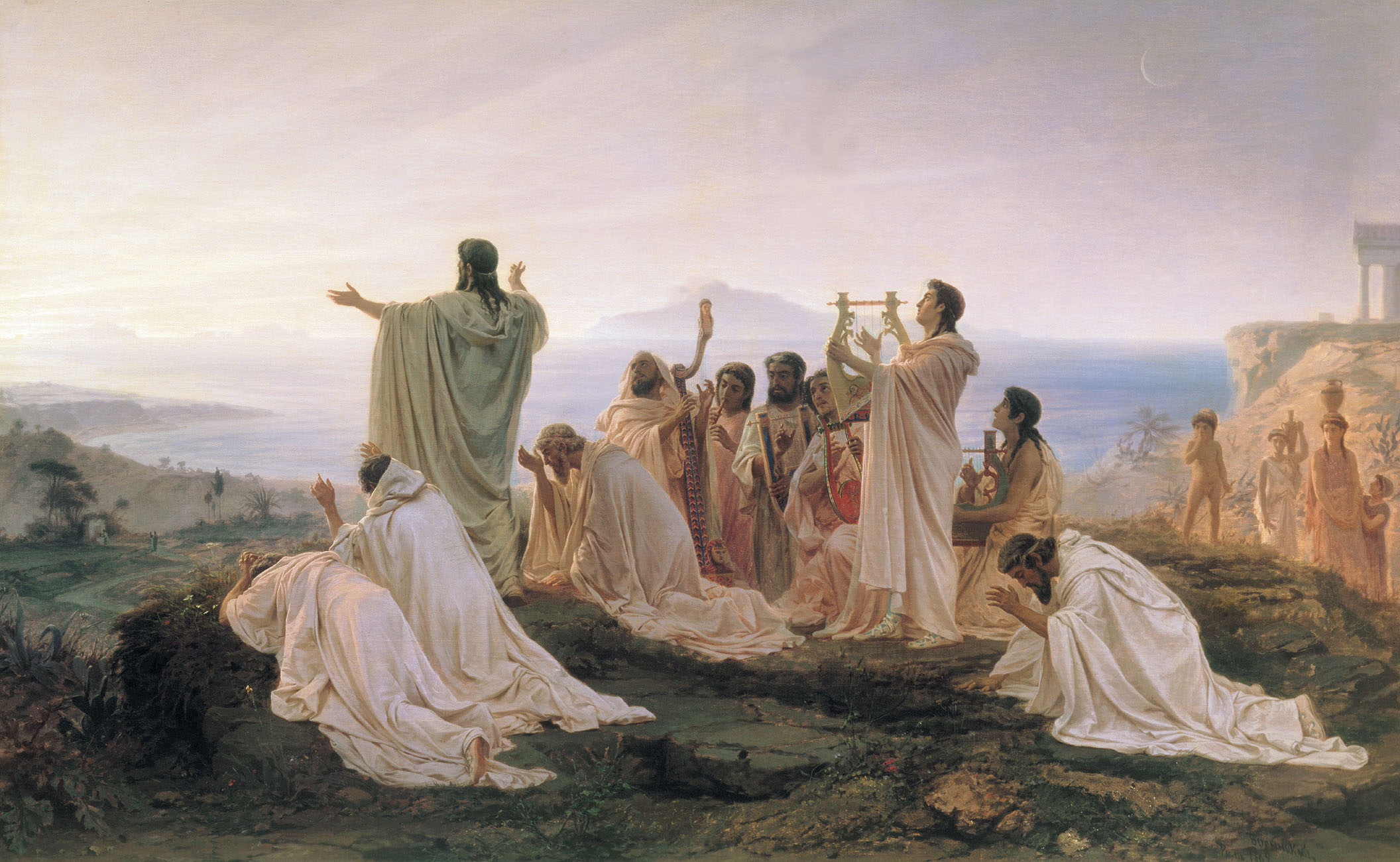
A görög misztika számos korai keresztény teológusra hatással volt, mint pl. Alexandriai Kelemen és Órigenész.

Több modern tudós úgy véli, hogy a nem-gnosztikus (vagy proto-ortodox) kereszténység korai időszakában a szóbeli tanítások magva palesztin és hellenisztikus zsidó örökség. Úgy tartják, hogy a IV. században alakult ki a titkos szóbeli hagyomány alapja, melyet később disciplina arcani-nak neveztek. Mainstream teológusok azonban úgy gondolják, hogy ez csupán liturgikus elemeket és olyan meghatározott hagyományokat tartalmazott, melyek a "fősodratú" kereszténység egyes ágaiban részben megmaradtak. Jelentős befolyással voltak az ezoterikus kereszténységre az olyan keresztény teológusok, mint Alexandriai Kelemen, illetve Órigenész, a katekista rendszerű Alexandriai Iskola vezető alakjai.
A reinkarnáció tana a legtöbb gnosztikus szektában, mint a valentiniánusok vagy Baszileidész követői között, elfogadott volt, de a proto-ortodoxiát követők elutasították. Miközben megfontolás tárgyává tesz egy komplex több világot magában foglaló lélekvándorlás-rendszert a De Principiis (Az alapelvekről) című művében, Órigenész a Contra Celsus (Celsus-szal szemben) című munkájában és másutt is félreérthetetlenül elutasítja a reinkarnációt.
E nyilvánvaló ellentmondás ellenére számos modern ezoterikus keresztény mozgalom utal - más egyházatyák és bibliai hivatkozások mellett - Órigenész írásaira, hogy igazolja a gnosztikus iskolákon túli ezoterikus keresztény tradíciót, mely iskolák később, a III. században eretneknek lettek nyilvánítva.

## Lásd még
- Liberális kereszténység
- Keresztény hittételek
- Újplatonizmus
- Spiritualitás

## Kapcsolódó irodalom
- Annie Besant. Ezoterikus kereszténység – A kisebb misztériumok [archivált változat] (magyar nyelven). Budapest: Magyar Teozófiai Társulat (2010). ISBN 9786155038006. Hozzáférés ideje: 2019. április 11. [archiválás ideje: 2019. április 16.]
- Rudolf Steiner. A kereszténység mint misztikus tény és az ókor misztériumai (magyar nyelven). Genius kiadó (2003). ISBN 9630071878
- Robert Powell. A Szófia-tanítások – Az isteni feminitás megjelenése korunkban (magyar nyelven). Regulus Art (2013). ISBN 978-963-89704-0-4
- Valentin Tomberg. Meditations on the Tarot – A Journey Into Christian Hermeticism (angol nyelven). New York: Tarcher/Penguin [1985] (2002). ISBN 978-1-5854-2161-9